# John Patrick Foley
John Patrick Foley (Darby, 11 november 1935 – aldaar, 11 december 2011) was een Amerikaans geestelijke en kardinaal van de Katholieke Kerk.
Foley bezocht de Saint Joseph's University in Philadelphia en het seminarie Carolus Borromeüs in dezelfde plaats. Hij studeerde af in de wijsbegeerte en behaalde daarna een graad in de journalistiek aan de Columbia Universiteit in New York. Hij werd op 19 mei 1962 tot priester gewijd en behaalde in 1965 een doctoraat in de wijsbegeerte aan het Angelicum. Hij was vervolgens van 1970 tot 1984 correspondent van de The Catholic Standard & Times in Rome.
Op 5 april 1984 benoemde paus Johannes Paulus II hem tot titulair aartsbisschop van Neapolis in Proconsulari en tot president van de Pauselijke Raad voor de Sociale Communicatiemiddelen. Tijdens zijn presidentschap haalde hij zich de woede van velen op de hals door te verklaren dat aids een natuurlijke sanctie op een bepaald type activiteiten was. In juni 2007 benoemde paus Benedictus XVI Foley tot grootmeester van de Orde van het Heilig Graf van Jeruzalem, als opvolger van Carlo Furno. Bij de Raad voor de Communicatie werd hij opgevolgd door Claudio Maria Celli.
Tijdens het consistorie van 24 november 2007 werd hij kardinaal gecreëerd. De San Sebastiano al Palatino werd zijn titeldiakonie.
Op 29 augustus 2011 aanvaardde de paus Foley's ontslag als grootmeester van het Heilig Graf en benoemde hij Edwin Frederick O'Brien als diens opvolger. Foley overleed enkele maanden later, een maand na zijn 76e verjaardag.
- Gemeinsame Normdatei: 122675304
- International Standard Name Identifier: 0000 0001 0986 6538
- Library of Congress Control Number: n2011085293
- Nederlandse Thesaurus van Auteursnamen: 117159026
- Istituto Centrale per il Catalogo Unico: IEIV237612
- SNAC: w69q6m4c
- Virtual International Authority File: 72281716
- WorldCat: E39PBJvmQrQQQXXQP7rWwgKPQq